# Winter-Universiade 2011/Skispringen
Die Skisprung-Wettbewerbe der Winter-Universiade 2011 fanden vom 28. Januar bis 3. Februar 2011 in Erzurum in der Türkei statt.

## Ergebnisse Männer

### Einzel Großschanze
Der Einzelwettbewerb von der Großschanze fand am 29. Januar 2011 statt. Der Ukrainer Oleksandr Lasarowytsch und der Este Kaarel Piho gingen jedoch nicht an den Start.
| Platz | Skispringer     | Land | Weite 1 | Weite 2 | Punkte |  |
| ----- | --------------- | ---- | ------- | ------- | ------ |  |
| 1     | Matej Dobovšek  | SLO  | 135,0   | 143,5   | 285,7  |  |
| 2     | Maciej Kot      | POL  | 135,0   | 139,5   | 281,9  |  |
| 3     | Žiga Mandl      | SLO  | 124,5   | 139,0   | 271,6  |  |
| 4     | Daniel Lackner  | AUT  | 129,5   | 137,0   | 269,8  |  |
| 5     | Dimitri Ipatow  | RUS  | 125,5   | 129,5   | 247,8  |  |
| 6     | Christian Ulmer | GER  | 120,0   | 129,0   | 244,3  |  |
| 7     | Yūmu Harada     | JPN  | 123,0   | 129,5   | 243,5  |  |
| 8     | Shōtarō Hosoda  | JPN  | 123,5   | 126,5   | 238,0  |  |
| 9     | Ilja Rosliakow  | RUS  | 119,0   | 127,0   | 237,3  |  |
| 10    | Rok Mandl       | SLO  | 121,0   | 126,0   | 236,2  |  |

### Einzel Normalschanze
Der Einzelwettbewerb von der Normalschanze fand am 31. Januar 2011 statt. 30 Springer waren gemeldet. Der Ukrainer Oleksandr Lasarowytsch ging jedoch nicht an den Start.
| Platz | Skispringer     | Land | Weite 1 | Weite 2 | Punkte |  |
| ----- | --------------- | ---- | ------- | ------- | ------ |  |
| 1     | Matej Dobovšek  | SLO  | 105,5   | 102,5   | 269,0  |  |
| 2     | Maciej Kot      | POL  | 101,0   | 099,5   | 254,9  |  |
| 3     | Žiga Mandl      | SLO  | 101,0   | 100,5   | 254,5  |  |
| 4     | Shō Suzuki      | JPN  | 100,0   | 102,0   | 253,6  |  |
| 5     | Daniel Lackner  | AUT  | 095,0   | 105,5   | 244,8  |  |
| 6     | Yūmu Harada     | JPN  | 095,0   | 106,0   | 244,5  |  |
| 7     | Rok Mandl       | SLO  | 097,5   | 098,0   | 242,6  |  |
| 8     | Nicolas Fettner | AUT  | 097,5   | 097,5   | 241,5  |  |
| 9     | Shōtarō Hosoda  | JPN  | 098,0   | 097,5   | 240,8  |  |
| 10    | Jörg Ritzerfeld | GER  | 097,5   | 100,5   | 240,3  |  |

### Team Normalschanze
Der Teamwettbewerb fand am 3. Februar 2011 mit sieben Teams statt.
| Platz | Land | Skispringer                                        | Punkte |
| ----- | ---- | -------------------------------------------------- | ------ |
| 1     | JPN  | Shōtarō Hosoda Yūmu Harada Shō Suzuki              | 743,0  |
| 2     | SLO  | Rok Mandl Matej Dobovšek Žiga Mandl                | 742,4  |
| 3     | POL  | Jakub Kot Wojciech Gąsienica-Kotelnicki Maciej Kot | 735,8  |
| 4     | RUS  | Ilja Rosliakow Alexei Buiwolow Dimitri Ipatow      | 689,7  |
| 5     | AUT  | Nicolas Fettner David Fallmann Daniel Lackner      | 687,9  |
| 6     | GER  | Steffen Tepel Jörg Ritzerfeld Christian Ulmer      | 647,7  |
| 7     | FIN  | Anssi Ylipulli Janne Nordman Lauri Asikainen       | 560,2  |

## Ergebnisse Frauen

### Einzel Normalschanze
Der Einzelwettbewerb der Frauen von der Normalschanze fand am 28. Januar 2011 statt. Lediglich sieben Springerinnen nahmen daran teil.
| Platz | Skispringerin      | Land | Weite 1 | Weite 2 | Punkte |  |
| ----- | ------------------ | ---- | ------- | ------- | ------ |  |
| 1     | Elena Runggaldier  | ITA  | 105,5   | 99,5    | 240,8  |  |
| 2     | Yurika Hirayama    | JPN  | 102,0   | 96,5    | 221,4  |  |
| 3     | Lisa Demetz        | ITA  | 099,5   | 92,5    | 218,6  |  |
| 4     | Maja Vtič          | SLO  | 097,5   | 95,0    | 211,2  |  |
| 5     | Sabrina Windmüller | SUI  | 095,5   | 91,0    | 203,6  |  |
| 6     | Wendy Vuik         | NED  | 091,0   | 93,5    | 198,3  |  |
| 7     | Natsuka Sawaya     | JPN  | 0DNS    | 86,5    | 090,6  |  |